# Friedrich Wilhelm Bredt
Friedrich Wilhelm Bredt, auch Friedrich Wilhelm Bredt-Rübel (* 15. Dezember 1781 in Düsseldorf; † 16. Juli 1839 in Barmen), war ein deutscher Textilunternehmer und Kommunalpolitiker in Barmen sowie Vorfahre einer Fabrikanten-, Juristen- und Politikerfamilie.

## Leben
Friedrich Wilhelm Bredt wurde als Sohn von Johann Friedrich Bredt (1751–1810) und dessen Ehefrau Sophie Catharina, geborene Bredt (1757–1815) in Düsseldorf geboren. Er hatte acht Geschwister. In seiner Jugend zog sein Vater in dessen Elternhaus nach Barmen zurück und eröffnete eine Bänder- und Stofffabrik. Im Barmer Ortsteil Gemarke war er „Kirchmeister“ der reformierten Gemeinde. Zusammen mit dem Unternehmer Johann Gottfried Brügelmann gründete sein Vater in einer ehemaligen Zuckerfabrik in Düsseldorf-Pempelfort, die Brügelmann von den Erben des Unternehmers Johann Konrad Jacobi erworben hatte, die Garn-Färberei Brügelmann & Bredt für Türkischrot.   
Friedrich Wilhelm Bredt selbst eröffnete eine Spinnerei in Neuss, dann ein Bankgeschäft, welches er mit einer Handlung für Rohseide verband, später zusammen mit seinem Schwager Peter Engelbert Werninghaus (1767–1849), dem Ehemann seiner Schwester Charlotte (1776–1826), die Rohseidenhandlung Werninghaus & Bredt. 
Auch seine Ehe begründete den Wohlstand seines Familienzweiges. Am 23. Mai 1809 heiratete er Johanne Charlotte Rübel (1781–1857), die Tochter des wohlhabenden Barmer Garnhändlers Caspar Rübel (1744–1790), die unter anderem das Rübel’sche Haus (Haus Bredt-Rübel) mit in die Ehe brachte, ein 1784 von dem Rokoko-Baumeister Eberhard Haarmann erbautes Patrizierhaus altbergischen Stils, das seinerzeit auf einen Mietwert von 1000 Francs angesetzt war. Das Haus war ein Treffpunkt des Barmer Bürgertums. Vom 27. bis 28. April 1842 waren darin der preußische König Friedrich Wilhelm IV. und dessen Gattin, Elisabeth Ludovika von Bayern, zu Gast.
Als vermögender Bürger der Stadt war er von 1825 bis 1836 Mitglied des Stadtrats von Barmen sowie von 1828 bis 1836 stellvertretendes Mitglied des Kreistags von Elberfeld. Außerdem war er Mitglied der Handelskammer von Elberfeld und Barmen. Im kirchlichen Bereich engagierte er sich 1835 als Scholarch der unierten Gemeinde von Unterbarmen.
Aus seiner Ehe mit Charlotte Rübel stammten fünf Kinder, eine Tochter und vier Söhne. Gegen eine Offizierslaufbahn seiner Söhne hatte er Vorbehalte. Seine Tochter Emilie (1814–1836) heiratete den Kommerzienrat Christian Hermann Siebel (1808–1878), welcher 1848/1849 Bürgermeister von Barmen war. Seine ältesten Söhne Friedrich Adolf (1810–1890) und Karl Robert (1812–1871) sowie sein jüngster Sohn Viktor (1820–1887) erbten unter der Firma „Ww. Bredt-Rübel & Söhne“ die väterlichen Anteile der Rohseidenhandlung Werninghaus & Bredt. Der drittälteste Sohn Wilhelm August Bredt wurde Jurist und schlug eine Verwaltungs- und politische Karriere ein, die ihn in die Ämter des Landrats von Elberfeld und des Oberbürgermeisters von Barmen sowie als Politiker in die Preußische Nationalversammlung, in den Preußischen Landtag und in das Preußische Herrenhaus führte. Auch sein Urenkel Johann Viktor Bredt, Enkel seines Sohns Viktor, wurde Jurist und Politiker; 1930 war er Justizminister im Kabinett Brüning I.